# 西原貢
西原 貢（にしはら みつぎ、1887年（明治20年）7月20日 - 1979年（昭和54年）1月24日）は、大日本帝国陸軍軍人。最終階級は陸軍主計中将。功四級。

## 経歴
1887年（明治20年）に東京府で生まれた。陸軍経理学校第4期主計候補生として1910年（明治43年）5月24日に卒業した。1934年（昭和9年）8月1日に陸軍一等主計正進級と同時に第9師団経理部長に就任し、1936年（昭和11年）8月に第20師団経理部長に転じた。
1938年（昭和13年）7月15日に陸軍主計少将進級と同時に朝鮮軍経理部長に就任し、1940年（昭和15年）8月に陸軍被服本廠長に転じた。1941年（昭和16年）8月に陸軍主計中将に進級し、1943年（昭和18年）3月に支那派遣軍経理部長に就任して中国戦線に出動した。1944年（昭和19年）10月26日に東部軍司令部附となり、12月1日に待命、12月2日に予備役に編入された。
1947年（昭和22年）11月28日、公職追放仮指定を受けた。

## 栄典
勲章等
- 1940年（昭和15年）8月15日 - 紀元二千六百年祝典記念章[6]